# Corydalis ornata
Corydalis ornata är en vallmoväxtart som beskrevs av M. Liden och H. Zetterlund. Corydalis ornata ingår i släktet nunneörter, och familjen vallmoväxter. Inga underarter finns listade i Catalogue of Life.